# Generació X (cigales)

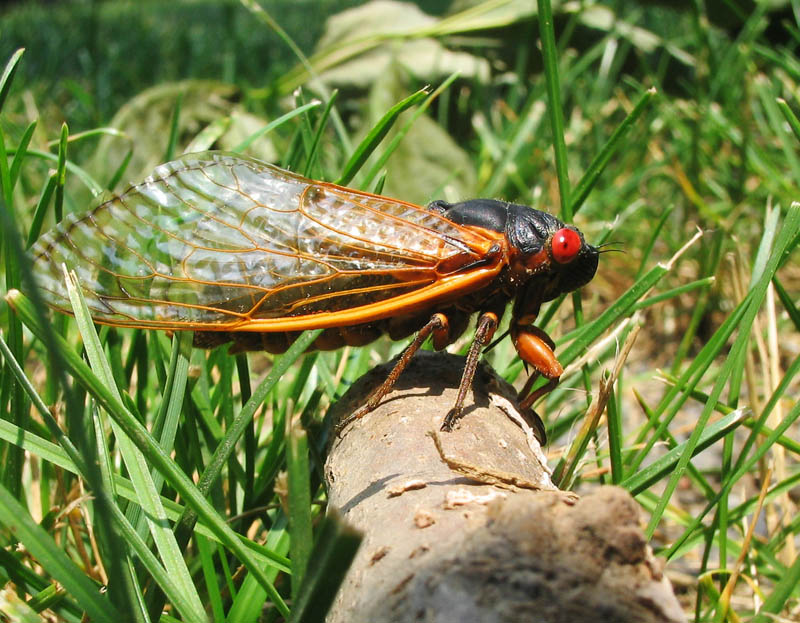
Cigala adulta de la generació X a Princeton, Nova Jersey (7 de juny de 2004)

Generació X, o la «Gran Generació de l'Est», és una de les 15 generacions de cigales periòdiques amb major abast i concentració que apareixen cada 17 anys per tot l'Est dels Estats Units. Es preveu que el primer sorgiment important de la cria després del de 2021 es produirà durant l'any 2038.

## Característiques
Cada 17 anys, les nimfes de cigales de la generació X fan un túnel cap amunt en massa per sortir de la superfície del terra. Els insectes llancen llavors els seus exoesquelets sobre arbres i altres superfícies, convertint-se així en adults. Les cigales madures volen, s'aparellen, ponen ous en branquetes i després moren al cap de diverses setmanes. La combinació de la seva llarga vida subterrània, la seva aparició en gran quantitat gairebé simultània des del sòl i el seu curt període d'adultesa permet que la generació sobrevisqui fins i tot a la depredació massiva.
La generació X és endèmica a Indiana, sud-est de Pennsilvània, Maryland, Nova Jersey, Delaware, est de Tennessee, Virginia, Washington DC i altres zones de l'est dels Estats Units. La generació conté tres espècies, Magicicada septendecim, Magicicada cassinii i Magicicada septendecula, que es congreguen en diferents arbres per atraure les femelles, formant el que es coneix com a cors, amb molts individus agregats, on cada espècie té una cançó característica de crida o congregació de les femelles.

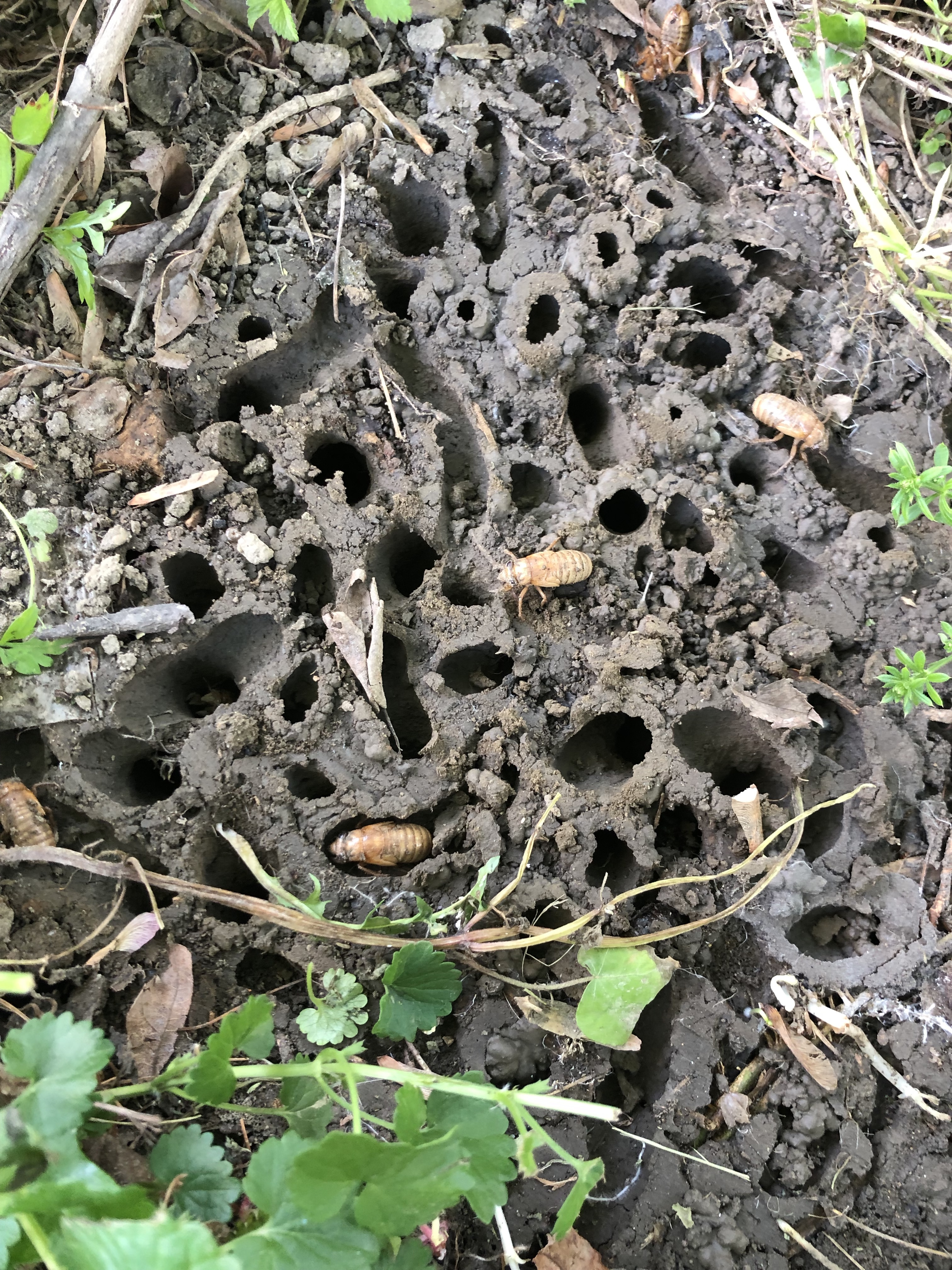
Nimfes generació X sorgint a Druid Hill Park, Baltimore, Maryland (13 de maig de 2021)
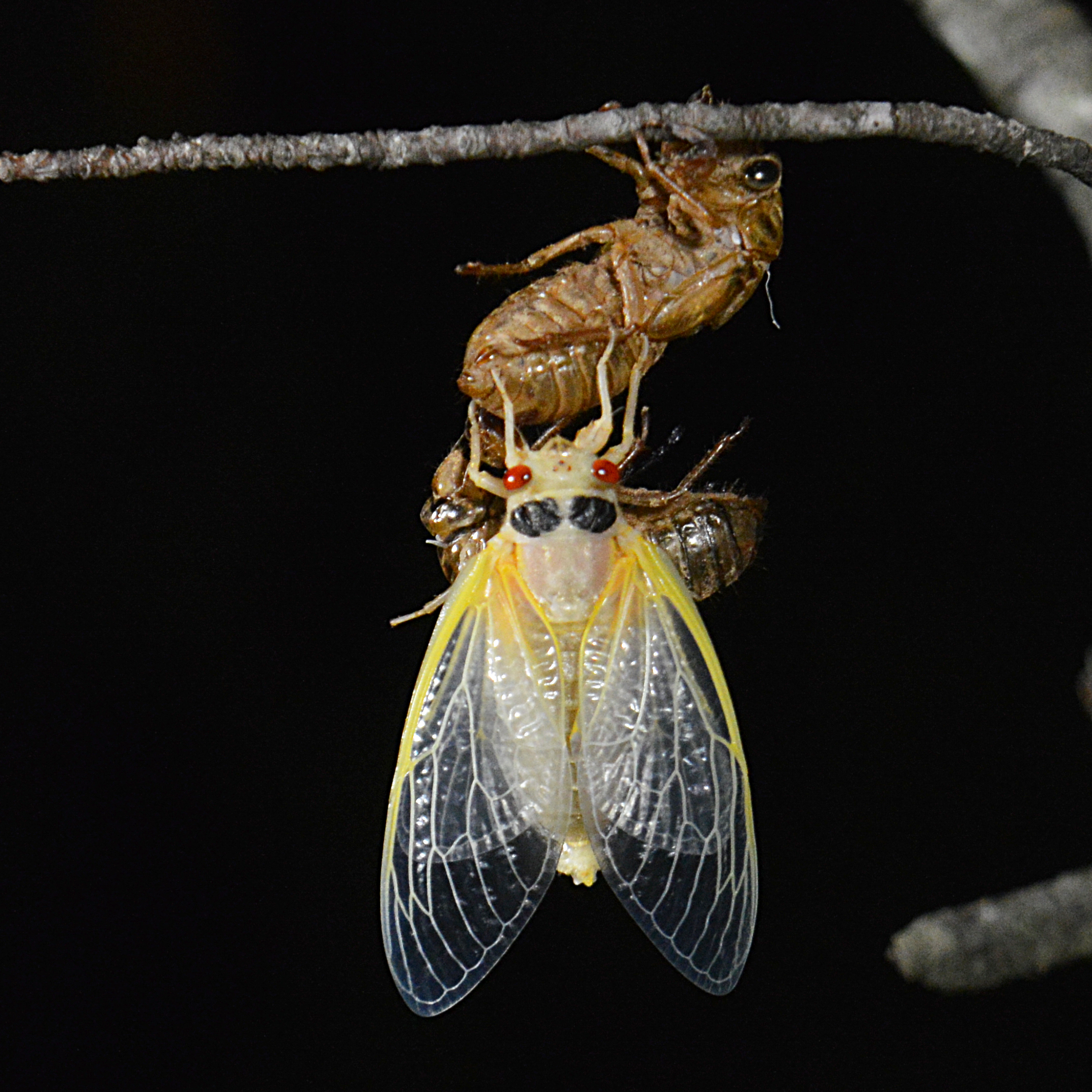
Cigala adulta generació X poc després de la muda i dues exúvies a Bethesda, Maryland (17 de maig de 2021)
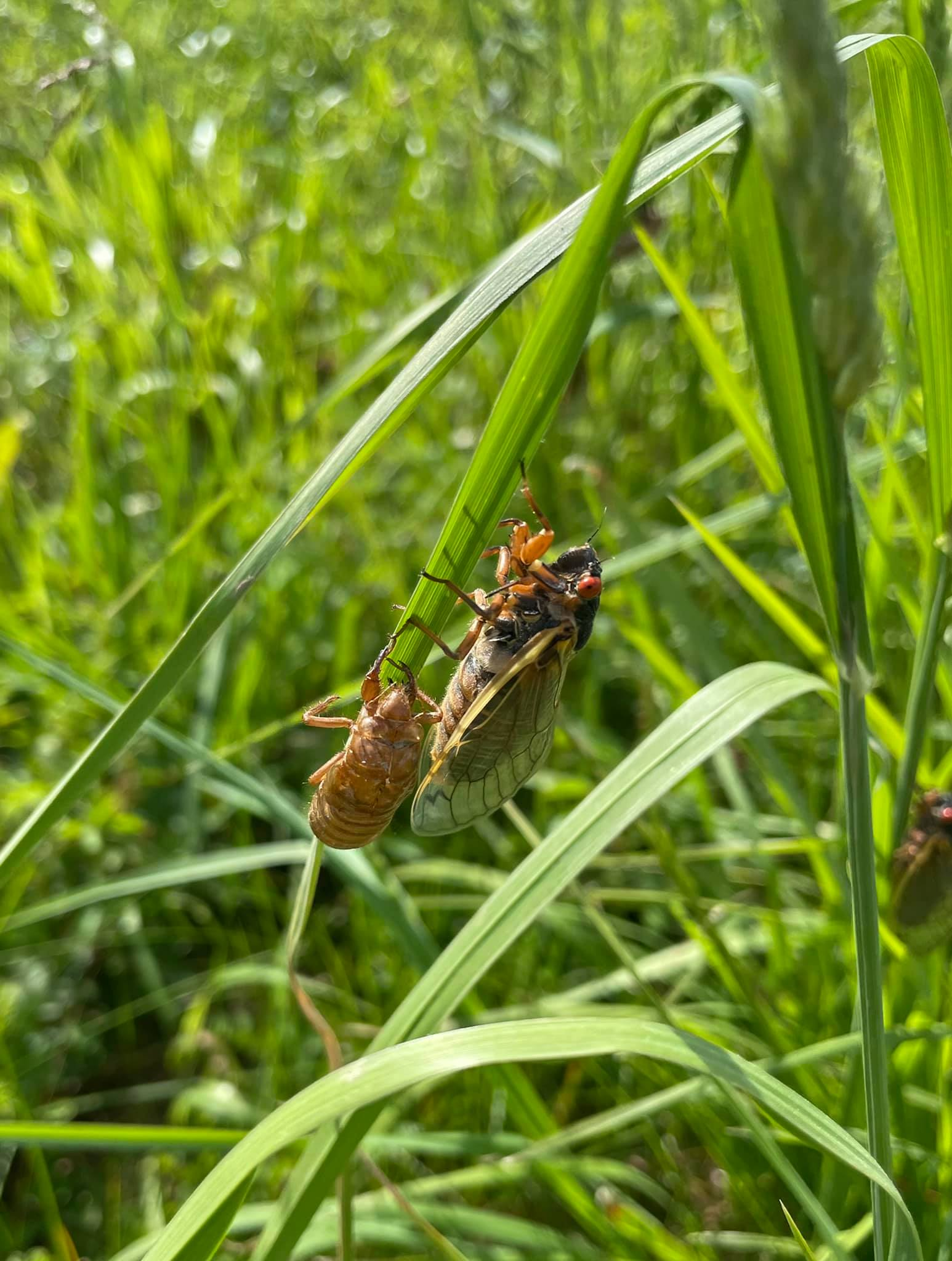
Cigales i exúvies adultes de la generació X a Columbus, Ohio (21 de maig de 2021)
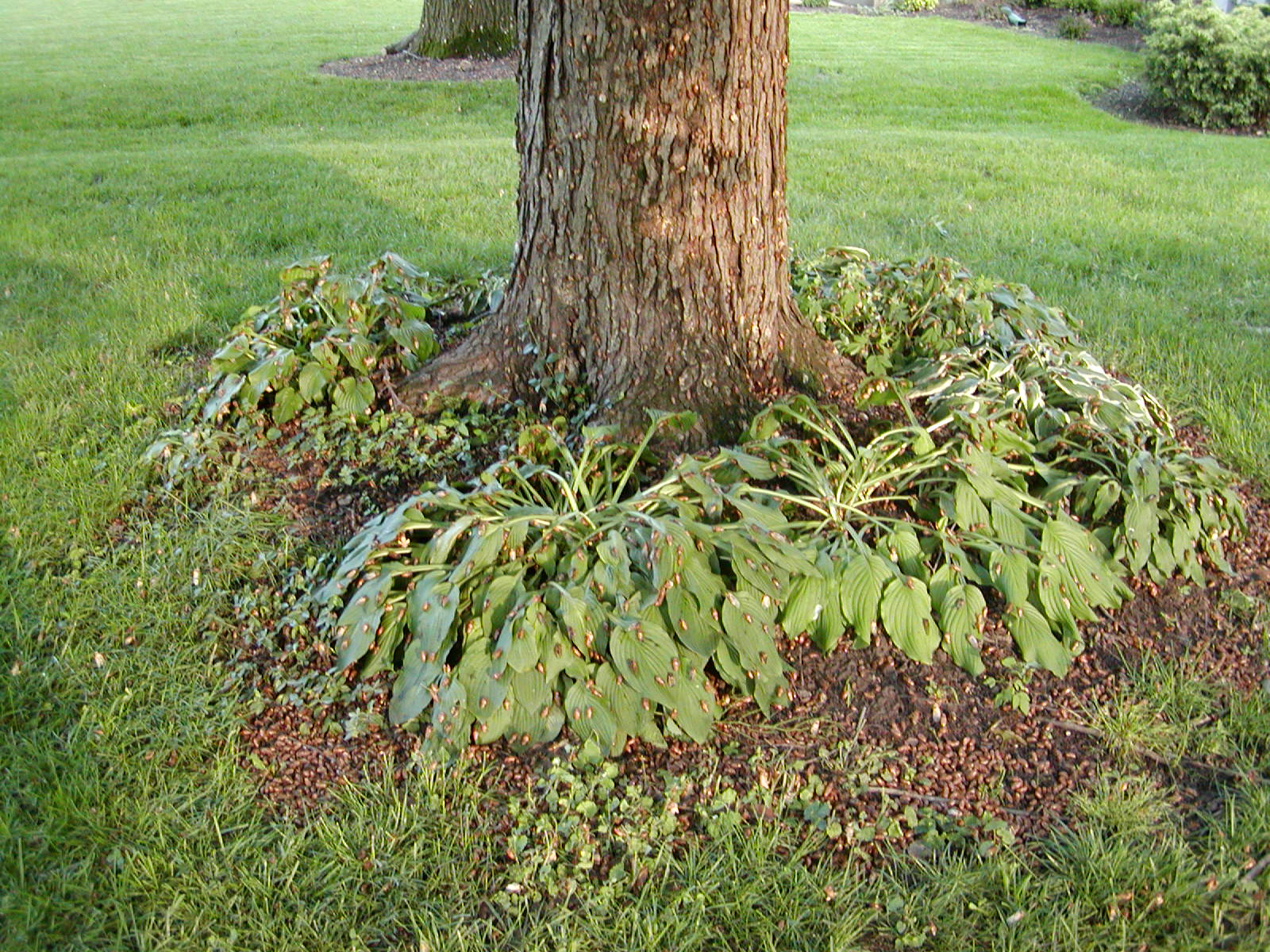
Un eixam i exuvies emergents de generació X a Finneytown, Ohio (21 de maig de 2004)
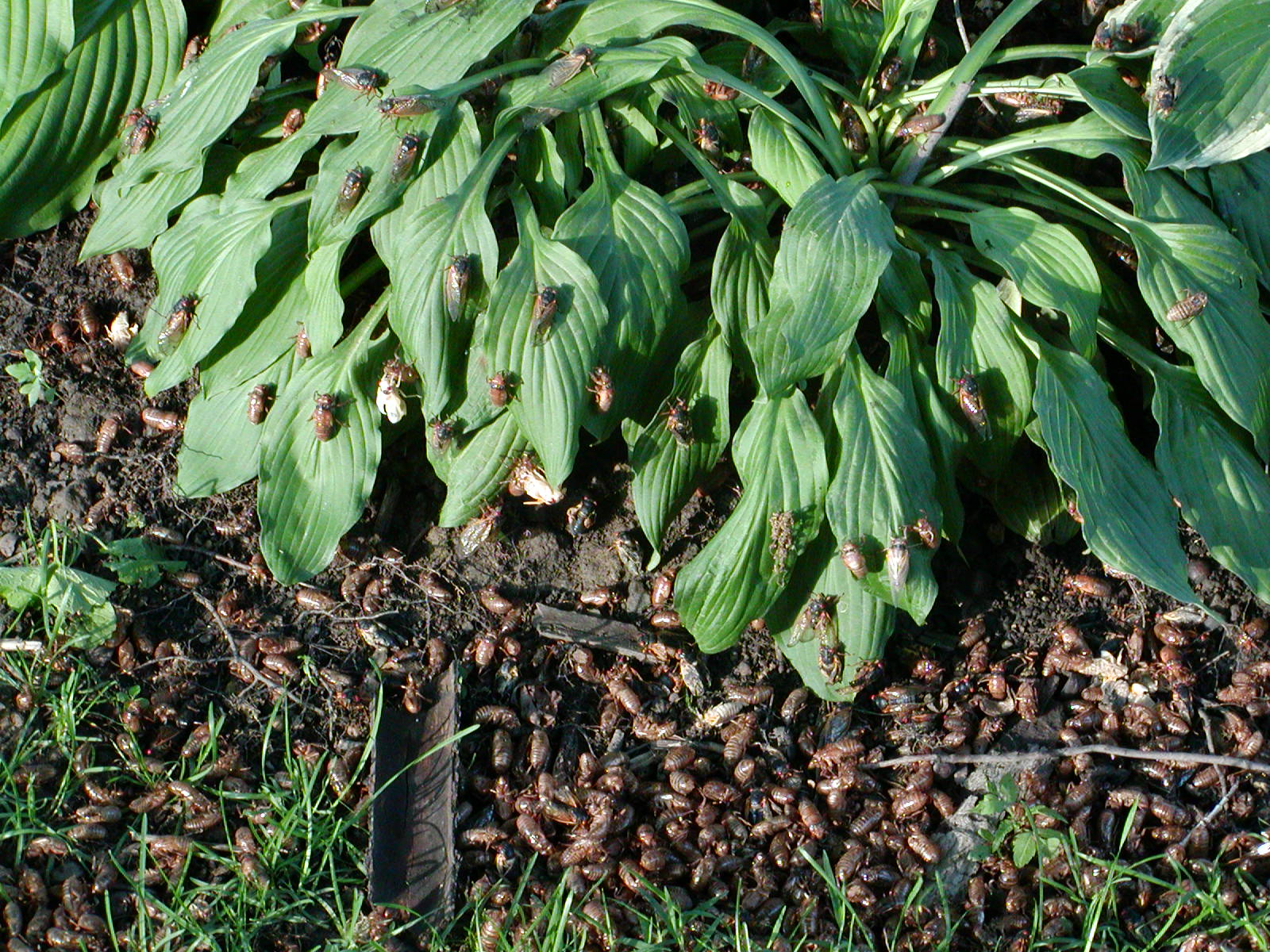
Detall d'un eixam emergent a Finneytown, Ohio
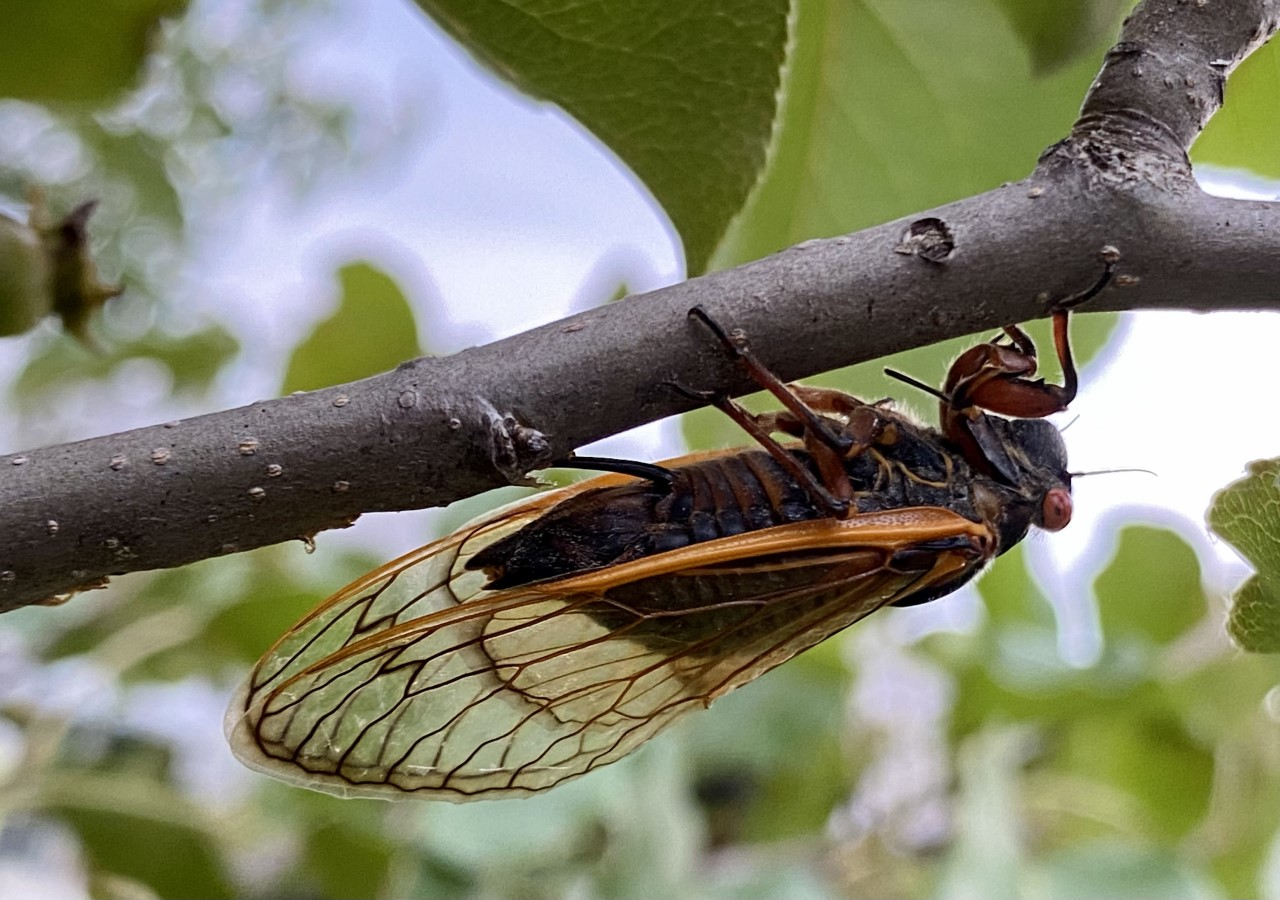
Cigala generació X ovipositant en una branca d'arbre a prop de Baltimore, Maryland (26 de maig de 2021)

## Història

### Sorgiments de 1700s
La primera descripció coneguda del sorgiment de la generació X va aparèixer el 9 de maig de 1715 a la revista "Gloria Dei" de Filadèlfia, d'Andreas Sandel, pastor de l'església luterana sueca. El 1737, el botànic John Bartram va descriure la periodicitat dels sorgiments i les seves observacions del 1732 sobre la inserció dels ous per part dels insectes a les petites branques dels arbres al nord-oest de Filadèlfia. Més tard, Bartram va registrar amb més detall l'aparició de la generació de maig de 1749.
El 1749, Pehr Kalm, naturalista que va visitar Pennsilvània i Nova Jersey en nom del govern suec, va observar a finals de maig l'aparició de la generació X. Va informar de l'esdeveniment en un document que una revista acadèmica sueca va publicar el 1756. També va descriure documents que havien registrat a Pennsilvània l’aparició des de la superfície d’un gran nombre de cigales durant els mesos de maig de 1715 i maig de 1732. Va afirmar que altres persones li havien informat que havien vist cigales només de tant en tant abans que els insectes apareguessin en grans eixams durant el 1749. A més, va afirmar que no havia sentit cigales a Pennsilvània i Nova Jersey el 1750 en els mateixos mesos i zones on n'havia escoltat moltes el 1749. Els informes de 1715 i 1732, juntament amb les seves pròpies observacions de 1749 i 1750, donaven suport a la "opinió general" anterior que havia citat. Va resumir les seves troballes en un llibre traduït a l'anglès i publicat a Londres el 1771.
El 1766, Moses Bartram, fill de John Bartram, va descriure el sorgiment de la generació X a les seves «Observations on the cicada, or locust of America, which appears periodically once in 16 or 17 years». Va assenyalar que en sortir dels ous dipositats a les branques dels arbres, els insectes joves van caure corrent cap a la terra i "van entrar en la primera obertura que van poder trobar". Els va descobrir a 3 i 9 metres i per sota de la superfície.
L'abril de 1800, Benjamin Banneker, que vivia a prop d'Ellicott City, Maryland, va escriure al seu llibre de registre que recordava un "gran any de llagosta" el 1749, un segon el 1766 durant el qual els insectes semblaven ser "tan nombrosos com el primer", i un tercer el 1783. Va predir que els insectes de la generació X "es podrien esperar de nou l'any 1800, que és el disset després de la seva tercera aparició".

### Sorgiments entre 1902 i 1936
El 1902 la generació X era present als comtats de Nassau i Suffolk, a Long Island de Nova York, que era el territori més oriental de la cria. El 1919 els agricultors del comtat de Nassau, a Massapequa i Farmingdale, van informar de danys de cigales als arbres fruiters des de l’aparició de la generació. A mitjans de juny de 1936, l'oficina agrícola del comtat de Nassau va advertir als conductors que l'aparició de la generació a la zona podria ser prou densa com per obstruir els radiadors, des de la seva aparició.

### Sorgiments entre 1970 i 2004
El 1970, els propietaris de Long Island van descriure el soroll de la generació X com a "tremend". El 1987, era present a Long Island. Un expert en horticultura de l'oficina d'extensió de Nova York va predir que el territori de la generació a Long Island disminuiria a causa de la urbanització. El 2004 la generació va fer una important aparició durant la primavera. El sorgiment de la regió de Baltimore va començar cap a l'11 de maig i es va quedar callada el 5 de juny.
La població de generació X de Long Island havia gairebé desaparegut en el moment de l'aparició del 2004. Un entomòleg del programa integrat de gestió de plagues de la Universitat de Cornell va suggerir que l'eliminació generalitzada d’arbres durant el desenvolupament i l’ús de pesticides a l’illa havia provocat l'extirpació de la generació allà.

### Sorgiment de 2021
L'emergència prevista per a la cria del 2021 a 15 estats (Delaware, Illinois, Geòrgia, Indiana, Nova York, Kentucky, Maryland, Carolina del Nord, Nova Jersey, Ohio, Pennsilvània, Tennessee, Virgínia, Virgínia Occidental i Michigan), així com a Washington DC, va començar a l'abril. Es van observar sorgiments de cigales a l'oest de Carolina del Nord a mitjans d'abril. El 6 de maig, hi havien sorgit un gran nombre d’insectes, mentre que se n’havia informat d'altres a Maryland, prop de Washington, D.C., i a la frontera entre Tennessee i Carolina del Nord.
El 7 de maig la generació va sorgir a la zona de Filadèlfia, a Pittsburgh i a Allentown, Pennsilvània. El 10 de maig, la gent va informar de sorgiments a Washington, D.C., Bethesda, Maryland, Knoxville, Tennessee, Cincinnati, Detroit, Chicago i St. Louis i el 19 de maig a Baltimore. El 20 de maig el sorgiment estava assolint el seu punt àlgid a Washington, D.C. i als seus suburbis.